# Puszcza Pruska
Puszcza Pruska – dawny kompleks leśny, znajdujący się na obszarze krainy historycznej Prusy Górne, między Starym Dzierzgoniem, Zalewem, jeziorem Jeziorak, Kamieńcem, Suszem i rzeką Liwą. 
Obecnie fragmenty tego leśnego obszaru znajdują się w granicach Parku Krajobrazowego Pojezierza Iławskiego. 